# Okchai
Okchai, pleme Muskogee Indijanaca nastanjeno nekada u nekoliko sela u okruzima Coosa, Elmore i još nekima u Alabami. Swanton navodi njihova sela Asilanabi (u okrugu Shelby); Lålogålga ili Fish Pond, na Elkhatchee Creeku u okrugu Tallapoosa ili Coosa; Okchai, s dva lokaliteta u okruzima Elmore i Coosa; Potcas hatchee (Pochusehatche), na gornjem toku Hatchet Creeka u okrugu Clay ili Coosa;  Tcahki lako, na rijeci Chattahoochee; i Tulsa hatchee, čiji lokalitet nije poznat.

## Vanjske poveznice
- Muskogee Indian Tribe, History  Arhivirana inačica izvorne stranice od 17. ožujka 2009. (Wayback Machine)